# Kale borroka

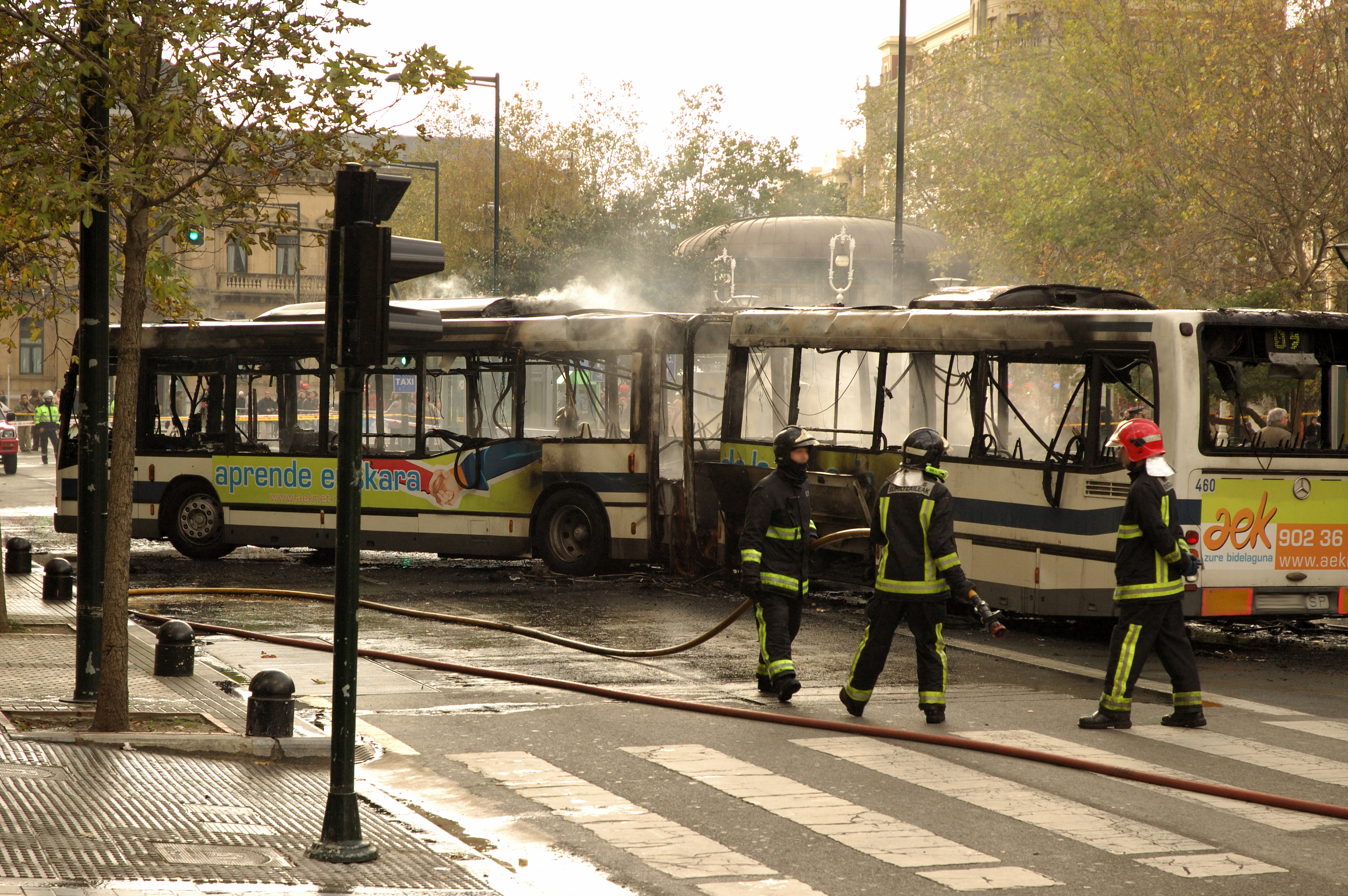
Een uitgebrande stadsbus in San Sebastian in 2005

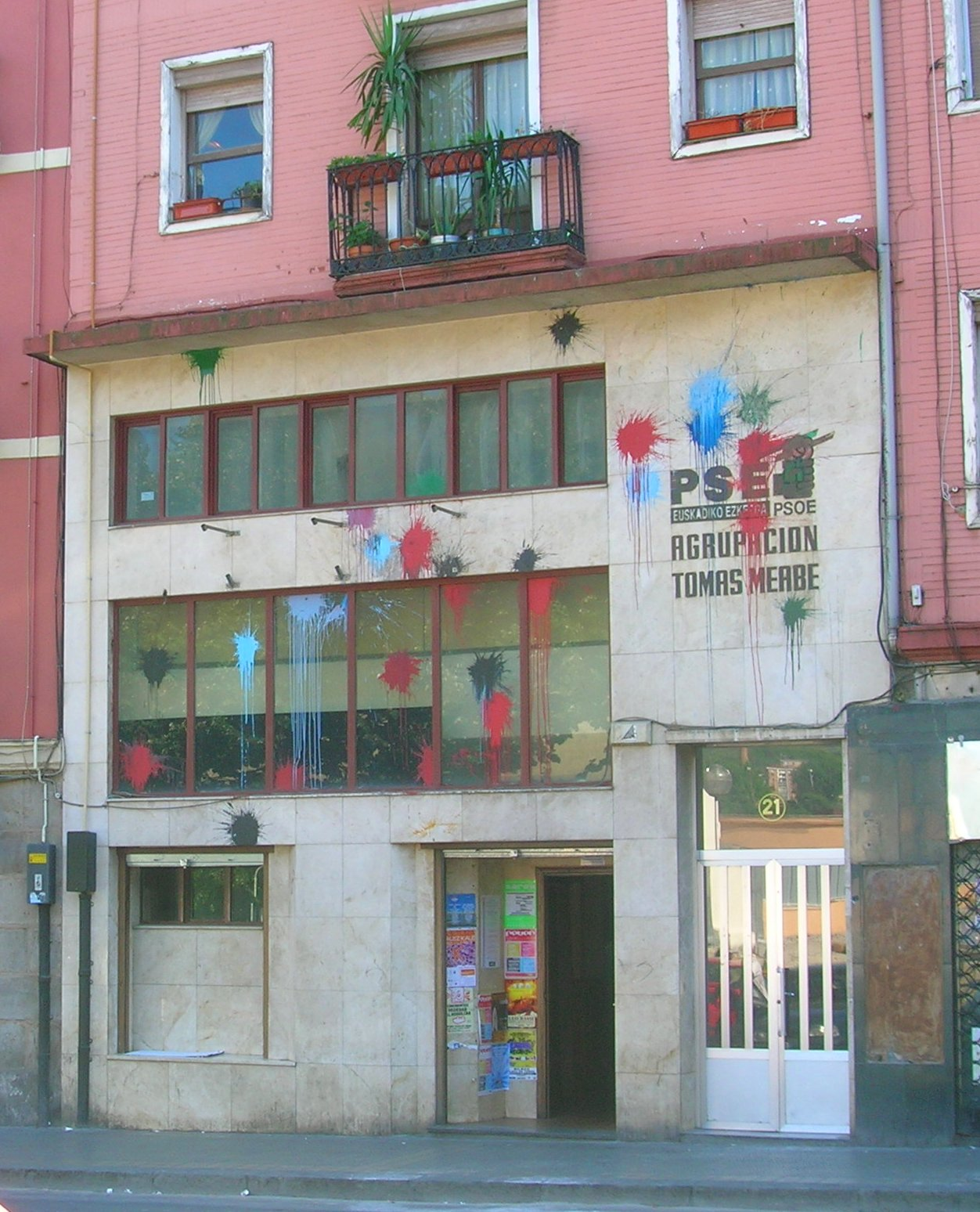
De met verf bekogelde gevel van het kantoor van PSE-EE, de Baskische socialistische partij, in Bilbao in 2006

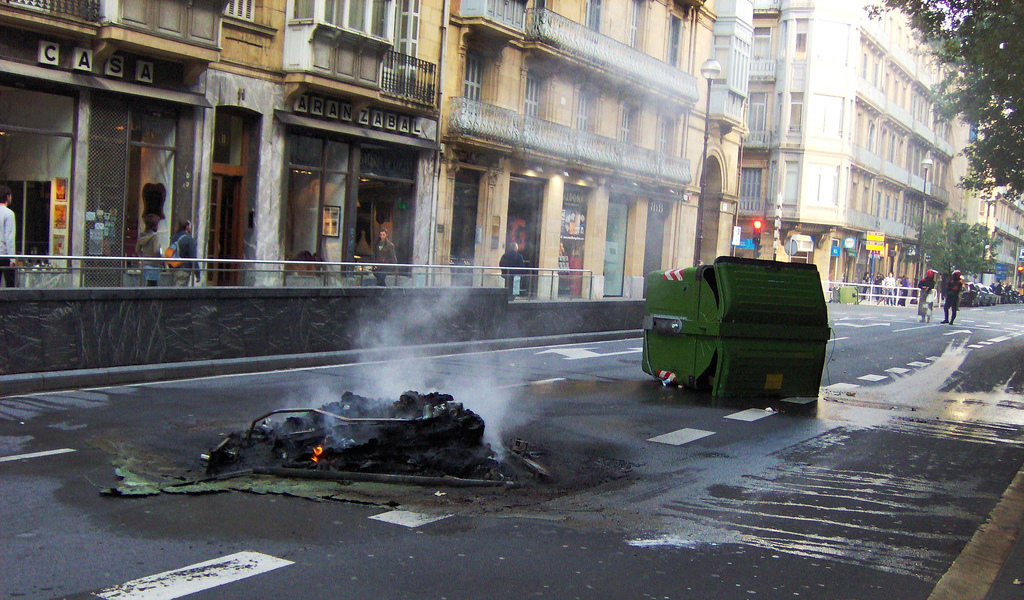
Verbrande containers in de straten van San Sebastian in 2006

Kale borroka (Baskisch: van Kale, "straat" en borroka, "strijd" of "gevecht") verwees naar straatgeweld in Baskenland (zowel het Franse als het Spaanse) en Navarra, gepleegd in de jaren '90 en 2000 door voornamelijk jongeren uit de invloedssfeer van ezker abertzalea, links Baskisch nationalisme in de Baskische politiek. Het ging meestal om vernielingen, brandstichting en andere daden die materiële schade toebrachten maar geen persoonlijk letsel. Dit geweld werd door de autoriteiten ook wel beschouwd als "laag intensief terrorisme" en de daders werden dus ook beschouwd als terroristen, die door de Audiencia Nacional berecht dienden te worden en in aanmerking kwamen voor aanzienlijk hogere straffen dan voor het plegen van andere vormen van vandalisme. Sommige daders zijn deel uit gaan maken van de terroristische organisatie ETA. Van hun kant ontkenden abertzale bewegingen en organisaties dat het om georganiseerde groepen ging, en zeggen dat het om spontane acties van bepaalde vriendengroepen ging, waar ze verder geen banden mee zeggen te hebben gehad. De meeste van deze organisaties hebben expliciet afstand genomen van kale borroka.  

## Geschiedenis
In de jaren '70 van de 20e eeuw ontstonden er straatprotesten vanuit de abertzale beweging tegen het politieke en socio-economische systeem, die uitliepen op ongeregeldheden en rellen. Tijdens en na de democratische overgang na de dood van Francisco Franco werd dit geweld door sommige aanhangers van de Baskische Nationale Bevrijdingsbeweging gebruikt als pressiemiddel. Het zou gaan om minderjarige daders, zonder banden met ETA, die gewelddaden begingen zonder grote strafrechtelijke gevolgen maar met grote maatschappelijke effecten. In de jaren '90 werd deze vorm van protest in de media "kale borroka" genoemd. In dat decennium nam het aantal geweldplegingen explosief toe, van 86 in 1990 naar 1262 in 1996. Volgens de reguliere media stonden de groepen die de gewelddaden pleegden in die jaren onder directe leiding van ETA. 
In het eerste decennium van de 21e eeuw nam het geweld weer af. De autoriteiten vermoeden dat dit kwam door het effectieve politiewerk en het verhogen van de straffen, het vredesproces en de verwachtingen die daaruit voortkwamen, en het ontbreken van maatschappelijke steun voor de acties. Na het staken van de gewapende strijd door ETA in 2011 is het geweld helemaal verdwenen, op enkele losstaande acties na van elementen die het niet eens waren met het neerleggen van de wapens.

## Werkwijze
Kale borroka onderscheidde zich van ander vandalisme door de uitgesproken politieke motivatie achter de acties. De meest gebruikte methoden waren het gooien van objecten (van stenen tot molotovcocktails) naar instanties en organisaties die als vertegenwoordigers van de Spaanse staat werden gezien (postkantoren, spoorwegstations, politiebureaus, rechtbanken), vernielingen van straatmeubilair en het bekladden van gebouwen.